# Onze-Lieve-Vrouw-Visitatiekerk (Rochefort)
De Notre-Dame de la Visitation, l’Eglise de la Visitation de la Sainte-Vierge, de decanale kerk Onze-Lieve-Vrouw der Bezoeking, is een kerkgebouw in de Belgische stad Rochefort gelegen op het voormalig grondgebied van Behogne en is de zetel van een decanaat. De kerk werd ontworpen door de Brusselse architect Jean-Pierre Cluysenaar. Ze werd in gebruik genomen op 24 mei 1874 en op 11 november van datzelfde jaar ingewijd door Mgr. Gravez, bisschop van Namen.
Dit monumentale, religieuze bouwwerk werd opgetrokken in neoromaanse stijl, net als het koor. Als materiaal werd gekozen voor kalksteen uit de streek. De centrale gevel, geflankeerd door twee torens, is versierd met een roosvenster en draagt in het midden acht standbeelden.
Het gebouw is het hele jaar toegankelijk voor een bezoek.

## Galerij

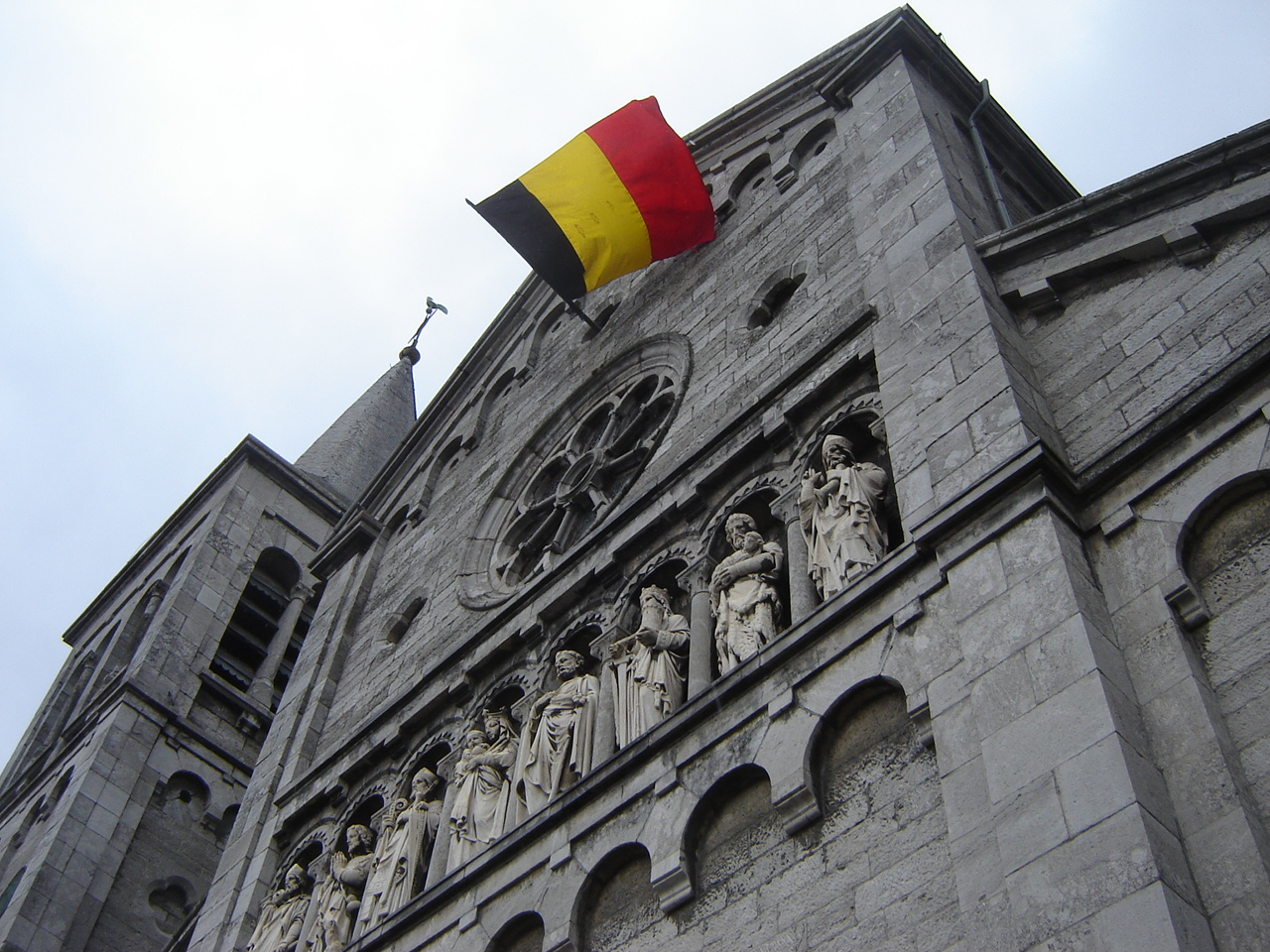
Centrale gevel
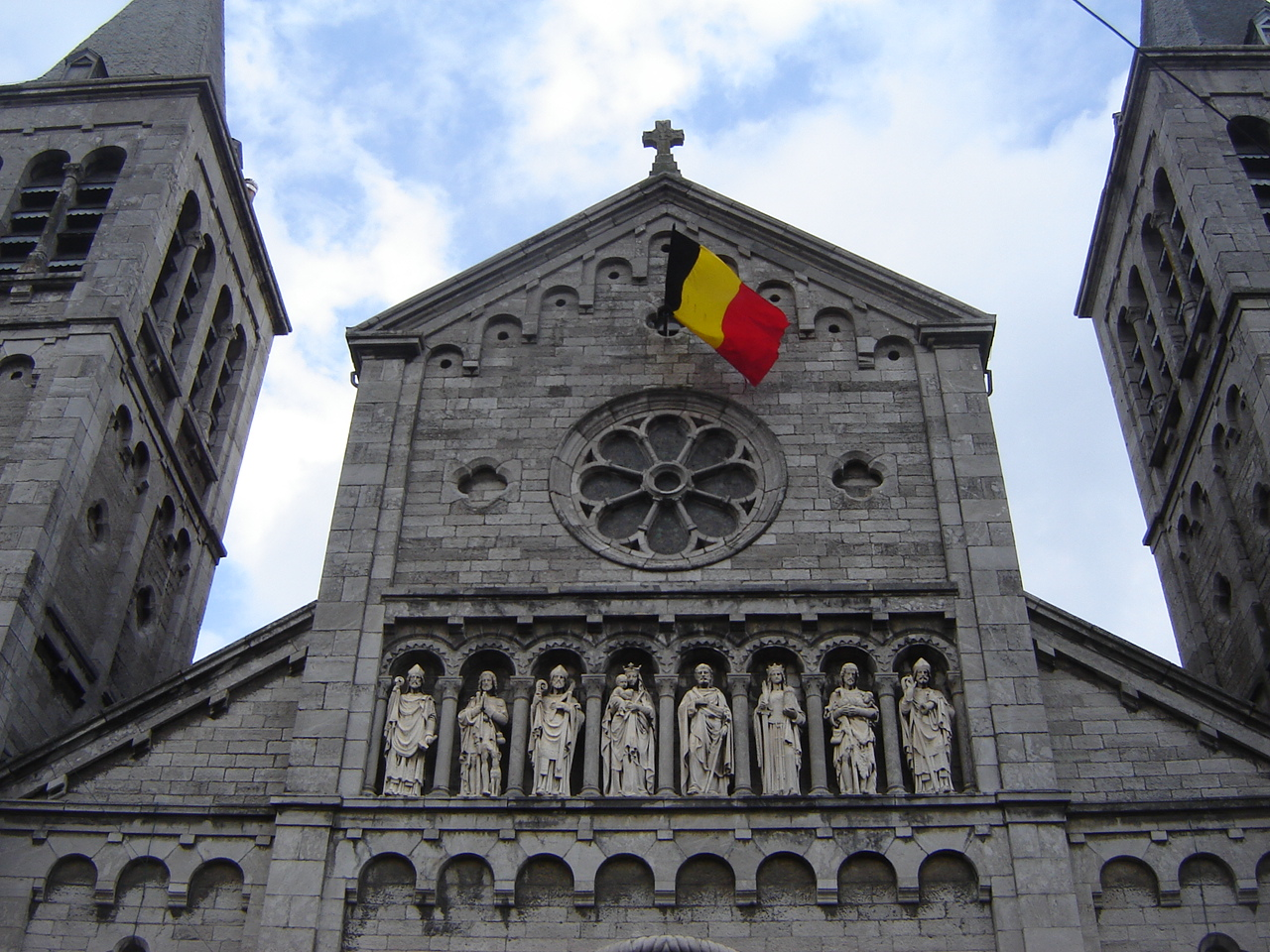
Centrale gevel
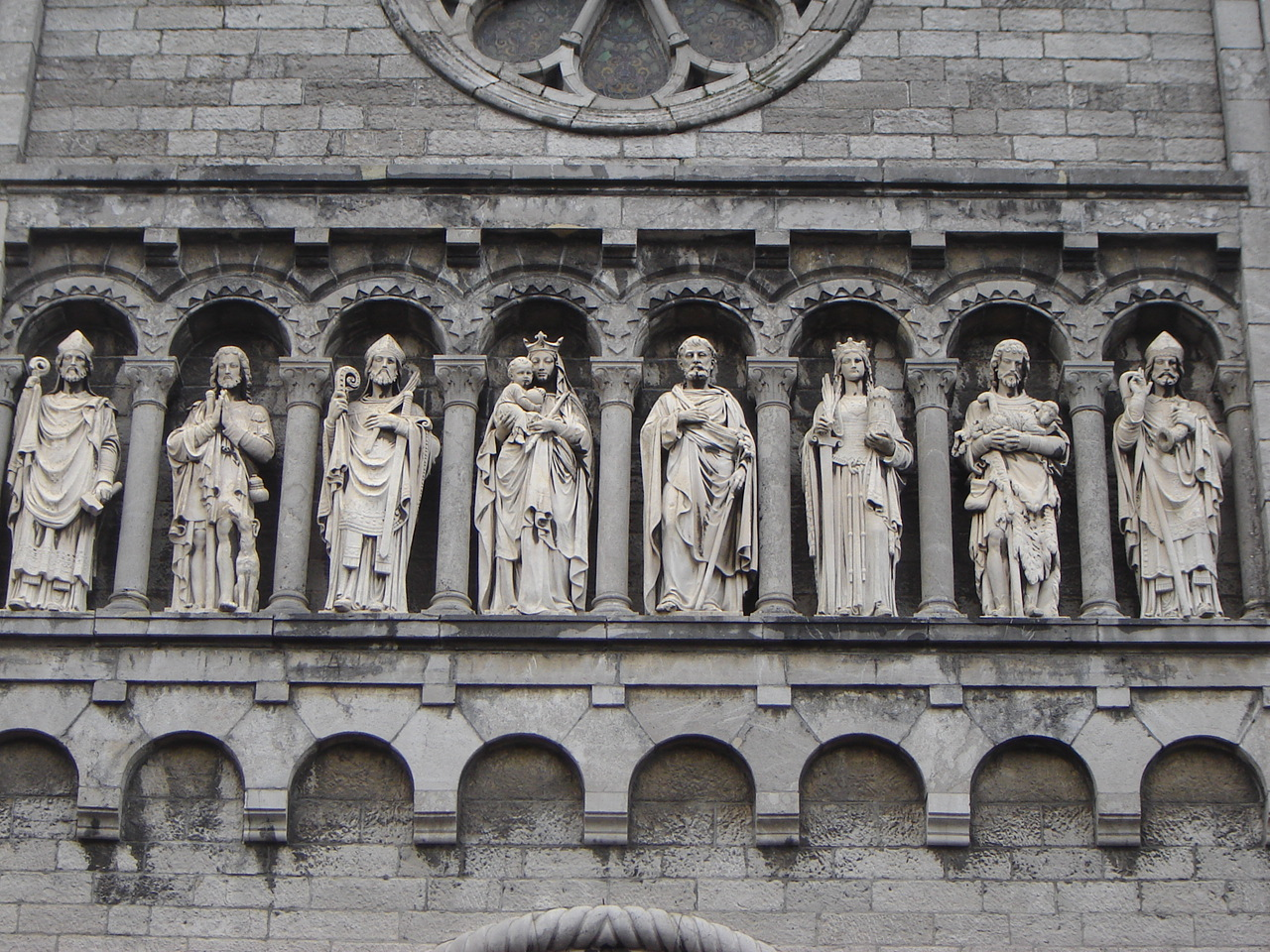
De acht standbeelden
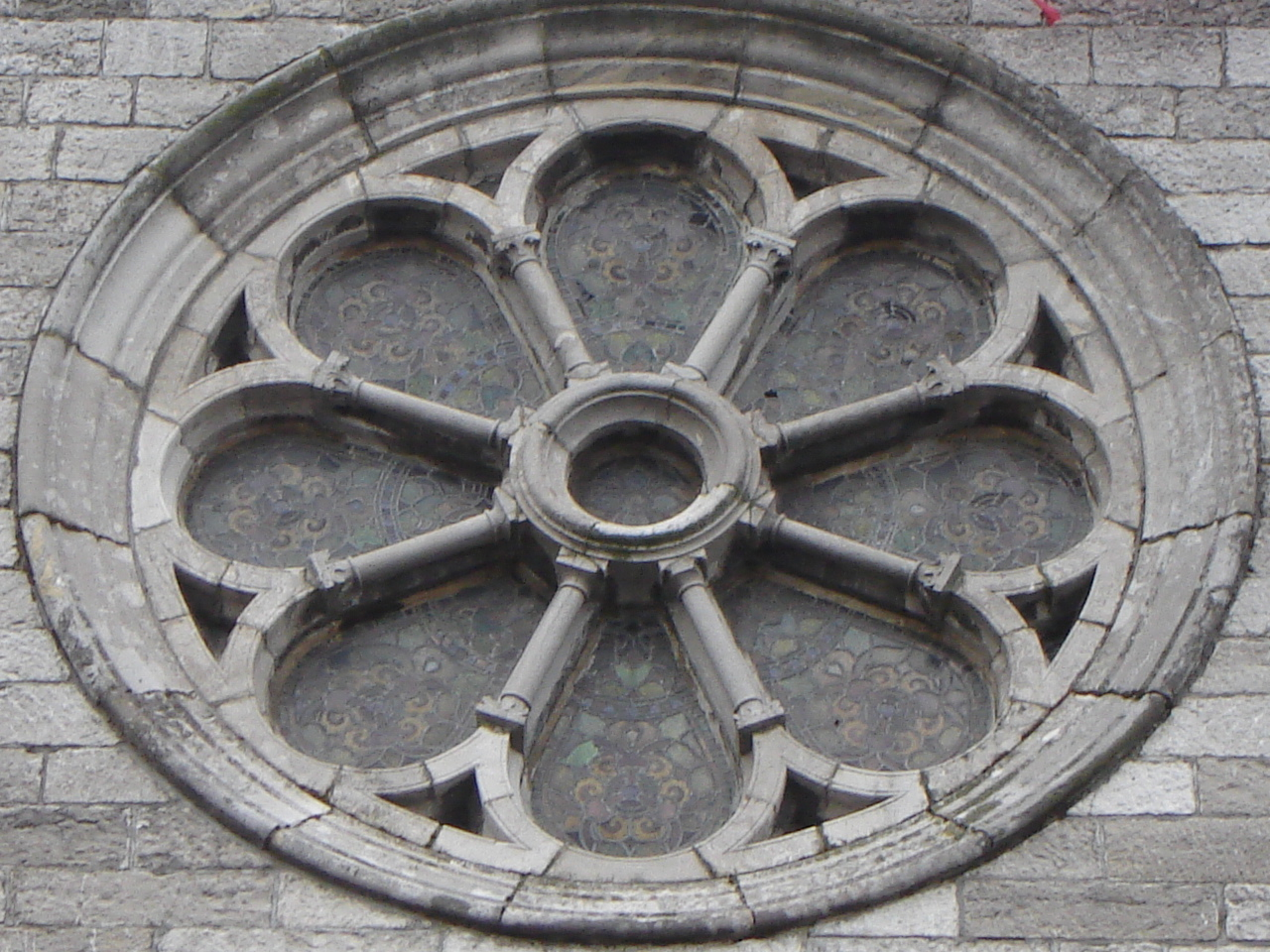
Roosvenster
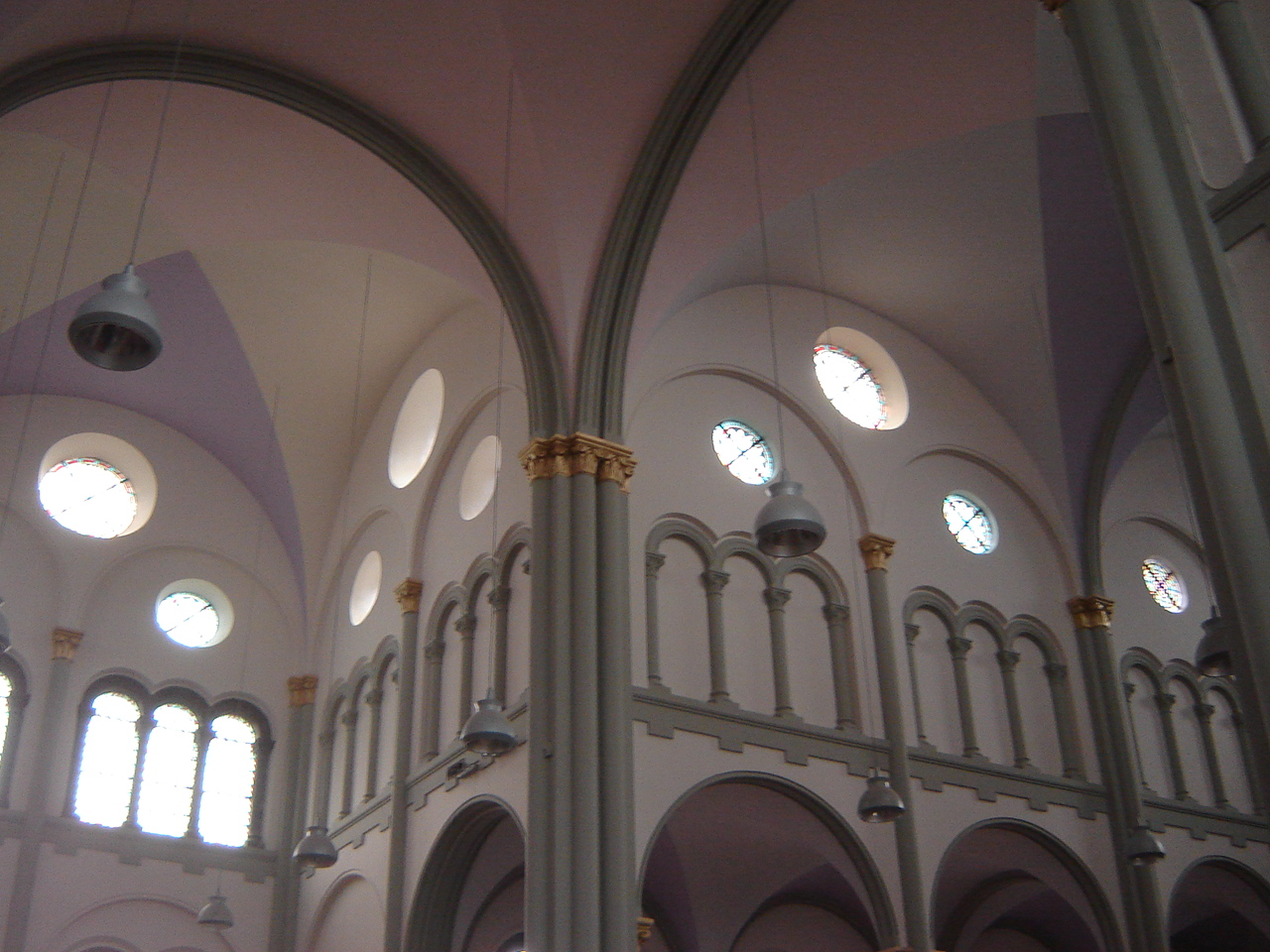
Interieur
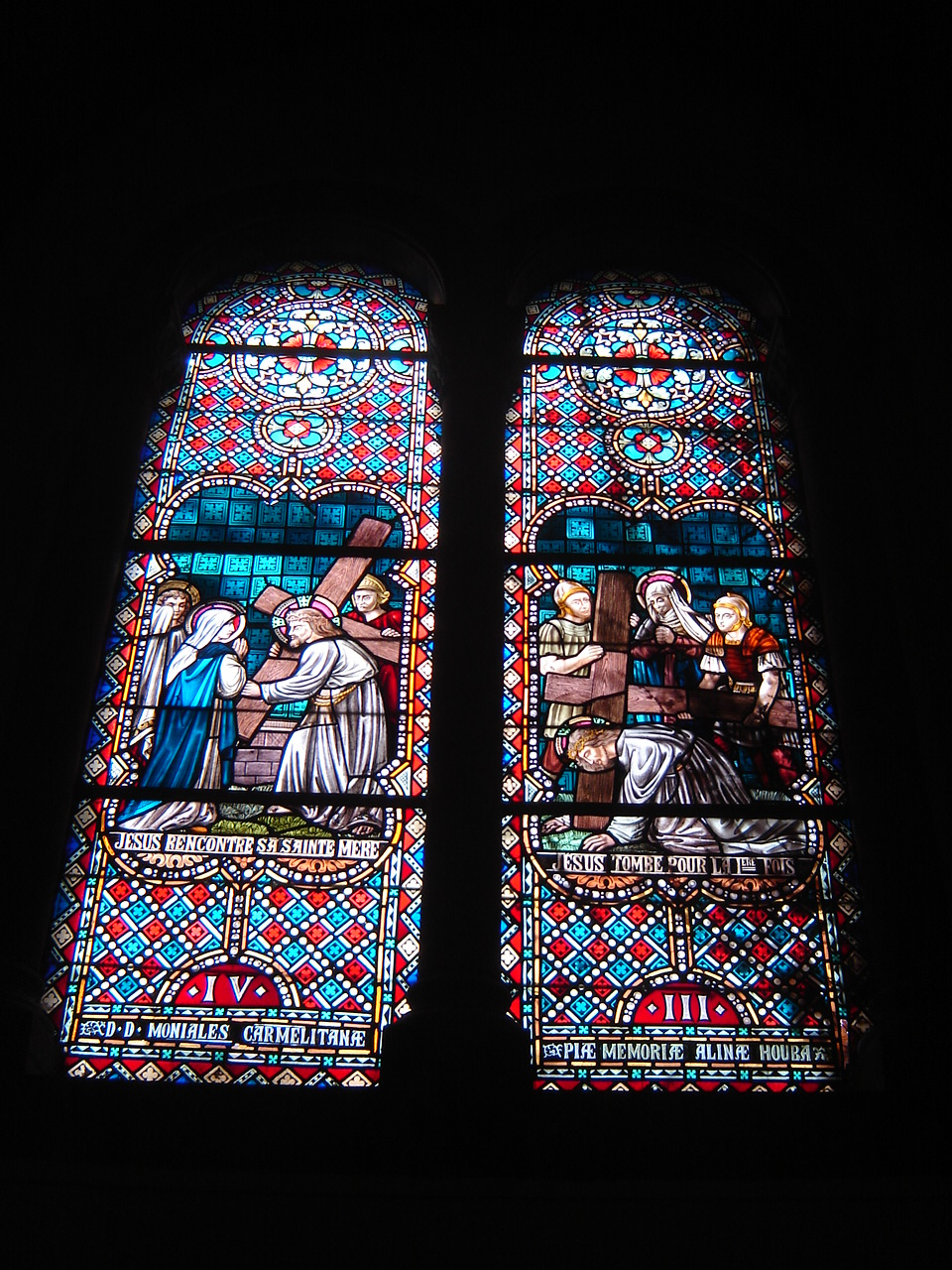
Glasvenster
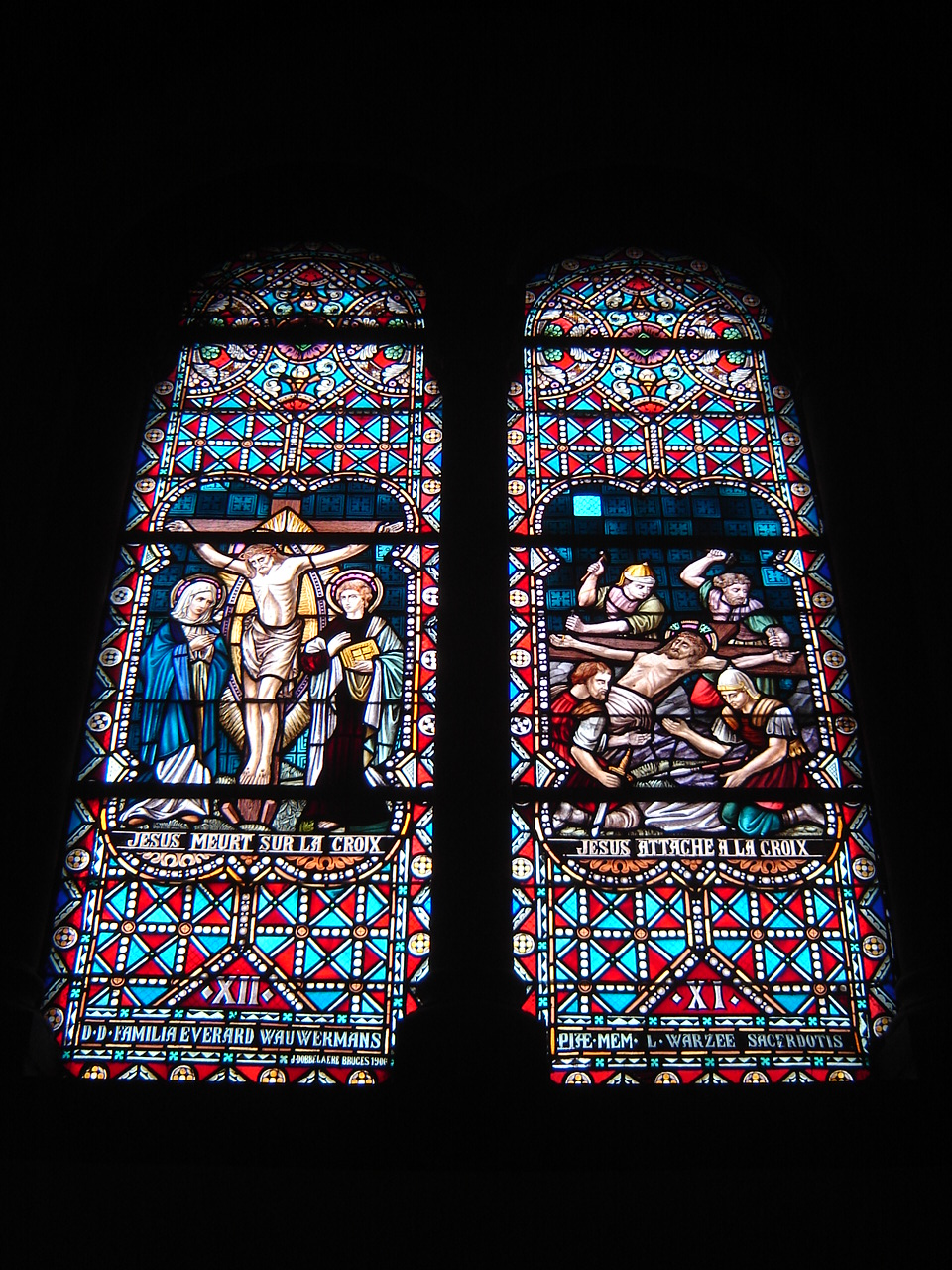
Glasvenster
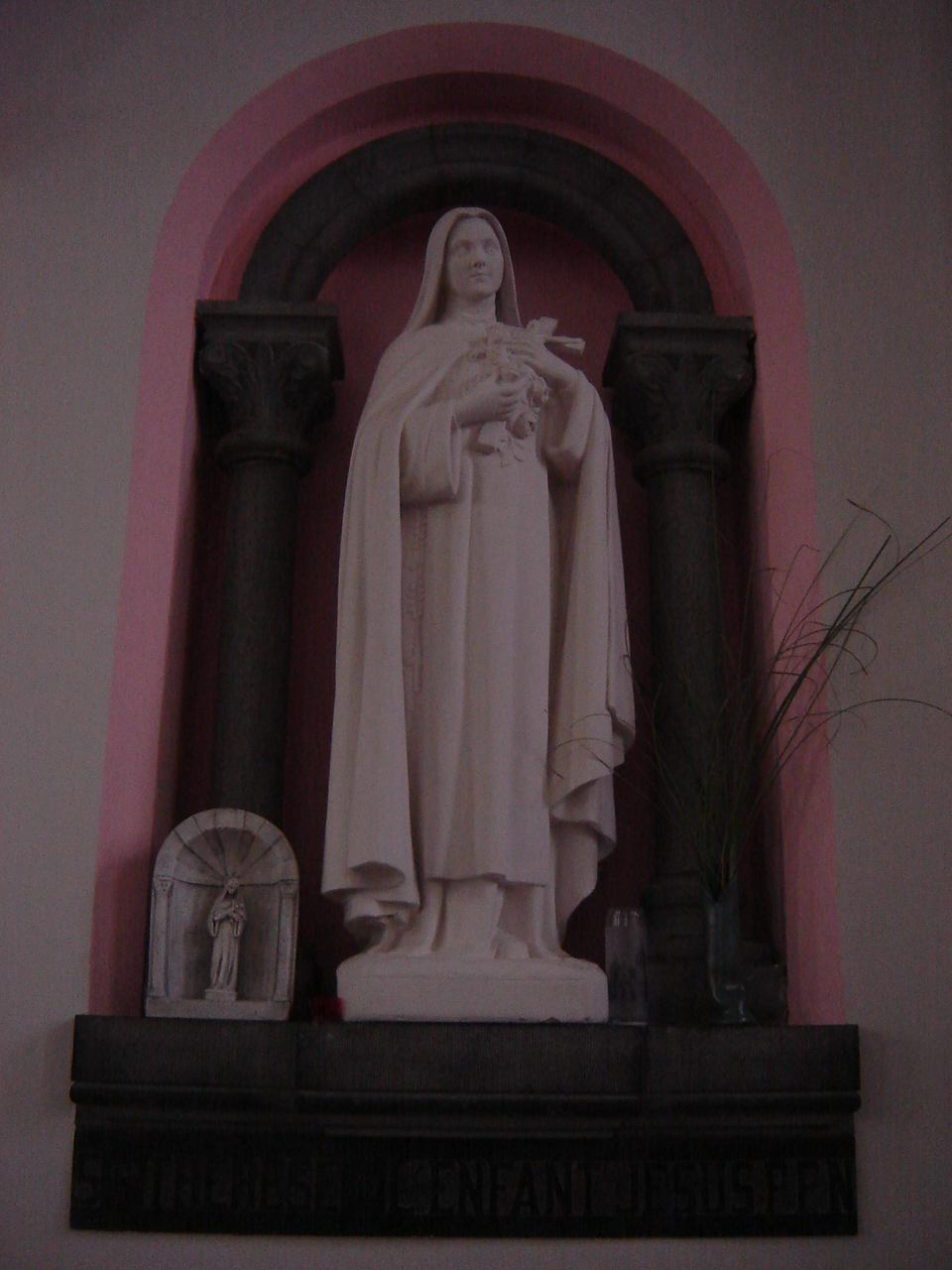
Beeld van de heilige Theresia van Lisieux